# 池原森男
池原 森男（いけはら もりお、1923年1月1日 - 2016年12月10日）は、日本の薬学者。核酸化学が専門。
東京府出身。1947年東京帝国大学医学部薬学科卒業。1950年東京大学医学部薬学科助手、1955年北海道大学医学部薬学科助教授、1966年北海道大学薬学部教授を経て、1968年大阪大学薬学部教授。大阪大学蛋白質研究所教授、大阪大学細胞工学センター教授を併任。1986年定年退官、大阪大学名誉教授、蛋白工学研究所所長、東京理科大学生命科学研究所教授、蛋白工学研究所所長代行、生物分子工学研究所顧問を歴任。
1979年に大腸菌ホルミルメチオニン転移RNAの全合成、1983年にヒト成長ホルモン遺伝子の合成とその大腸菌での発現に成功。1973年に「核酸化学シンポジウム」を創設。

## 受賞・栄典
- 1956年：日本薬学会奨励賞
- 1971年：日本薬学会学術賞
- 1986年：紫綬褒章[5]
- 1993年：勲二等瑞宝章
- 1996年：日本学士院賞
- 2017年：正四位（歿後）[6]

## 著書
- 核酸の構造と機能（廣川書店、1978年、翻訳）
- 核酸（朝倉書店、1979年）
- 核酸有機化学（化学同人、1979年）
- タンパク質工学実験マニュアル（講談社、1988年、編集）
- 蛋白工学研究法（廣川書店、2000年）